# Almaguer
Almaguer è un comune della Colombia facente parte del dipartimento di Cauca.
Il centro abitato venne fondato da Vasco de Guzman e Alonso de Fuen Mayor nel 1555.